# Nörrströmmen
Nörrströmmen är ett sund i Finland.   Det ligger i landskapet Österbotten, i den västra delen av landet, 400 km nordväst om huvudstaden Helsingfors.
Nörrströmmen löper mellan Bergö i sydväst och Trutören i nordöst. Den ansluter till Bergöfjärden i sydost och Finskfjärden i nordväst.